# 21 (pel·lícula)
21 és una pel·lícula estatunidenca de Robert Luketic estrenada el 2008.

## Argument
Basada en el llibre de Ben Mezrich, "Bringing Down The House" narra la història real d'un grup d'estudiants del MIT (Institut Tecnològic de Massachusetts) que decideixen utilitzar el seu talent i intel·ligència per guanyar quantitats ingents de diners fent trampes jugant al blackjack.

## Repartiment
- Jim Sturgess: Ben Campbell, basat en Jeff Ma
- Colin Angle: Professor Hanes
- Kevin Spacey:Mickey Rosa
- Kate Bosworth: Jill Taylor, basat en un empleat de Griffin Investigacions[2]
- Laurence Fishburne: Cole Williams
- Aaron Yoo: Choi
- Liza Lapira: Kianna
- Josh Gad: Miles Connolly
- Sam Golzari: Cam Kazazi, estudiant del Massachusetts Institute of Technology
- Jacob Pitts: Fisher, basat en Mike Aponte
- Jack McGee: Terry
- Roger Dillingham, Jr.: Head Bouncer
- Jack Gilpin: Bob Phillips

## Banda Sonora original
La banda sonora oficial de la pel·lícula va sortir al mateix temps que la pel·lícula.
1. The Rolling Stones - "You Can't Always Get What You Want" (Remix per Soulwax) (6:07)
2. MGMT - "Time to Pretend" (Super Clean Version) (4:20)
3. LCD Soundsystem - "Big Ideas" (5:41)
4. D. Sardy amb Liela Moss - "Giant" (3:42)
5. Amon Tobin - "Always" (3:38)
6. Peter Bjorn and John - "Young Folks" (4:37)
7. Junkie XL amb Electrocute - "Mad Pursuit" (4:16)
8. Get Shakes - "Sister Self Doubt" (4:22)
9. The Aliens - "I Am The Unknown" (5:27)
10. Rihanna - "Shut Up and Drive" (3:34)
11. Knivez Out - "Alright" (3:31)
12. Domino - "Tropical Moonlight" (3:28)
13. Unkle - "Hold My Hand" (4:58)
14. Mark Ronson amb Kasabian - "L.S.F. (Lost Souls Forever)" (3:32)
15. Broadcast - "Tender Buttons" (2:51)
16. The Octopus Project - "Music is Happiness" (3:39)